# Dzianis Korszuk
Dzianis Korszuk (ur. 2 marca 1978 w Mińsku na Białorusi) – białoruski koszykarz występujący obecnie w drużynie BK MIŃSK-2006. Reprezentant kraju. W latach 2004–2008 grał w polskiej ekstraklasie.

## Przebieg kariery
- 1996-1999 RTI Mińsk (BLR)
- 1999-2004 Grodno '93 (BLR)
- 2004-2005 Astoria Bydgoszcz (POL)
- 2005-2006 Śląsk Wrocław (POL)
- 2006-2008 AZS Koszalin (POL)
- 2008-2010 BK MIŃSK-2006 (BLR)

## Sukcesy
- mistrzostwo Białorusi: 2000, 2001, 2002, 2003, 2004
- Brązowy medalista mistrzostw Białorusi: 1997
- gra w reprezentacji Białorusi
- MVP ligi białoruskiej 2004

## Statystyki podczas występów w PLK
- Sezon 2004/2005 (Astoria Bydgoszcz): 16 meczów (średnio 4,8 punktu oraz 3,4 zbiórki w ciągu 14,1 minuty)
- Sezon 2005/2006 (Śląsk Wrocław): 29 meczów (średnio 5,6 punktu oraz 3,3 zbiórki w ciągu  16,7 minuty)
- Sezon 2006/2007 (AZS Koszalin): 35 meczów (średnio 6,7 punktu oraz 3,9 zbiórki w ciągu 19,2 minuty)
- Sezon 2007/2008 (AZS Koszalin): 31 meczów (średnio 4,8 punktu oraz 2,5 zbiórki w ciągu 15,2 minuty)

## Występy w reprezentacji
- Rok 2008: 4 mecze (średnio 6,5 punktu oraz 2,3 zbiórki w ciągu 13,8 minuty)
- Rok 2009: 7 meczów (średnio 9,3 punktu oraz 3,1 zbiórki w ciągu 23,3 minuty)